# Robert Mugabe
Robert Gabriel Mugabe (Rodesia del Sur, 21 de febrero de 1924-Singapur, 6 de septiembre de 2019) fue un militar y político zimbabuense que se desempeñó como primer ministro de Zimbabue de 1980 a 1987 y posteriormente como presidente de 1987 a 2017. Fue líder de la Unión Nacional Africana de Zimbabue (ZANU) de 1975 a 1980 y dirigió su partido político sucesor, el ZANU – Frente Patriótico (ZANU-PF), de 1980 a 2017. Ideológicamente nacionalista africano, durante las décadas de 1970 y 1980 se identificó como marxista-leninista, y como socialista durante las décadas de 1990 y el resto de su carrera.
Su prestigio inicial como héroe de la independencia de Zimbabue en 1980 se fue transformando en descontento por su responsabilidad en la crisis económica del país, con una inflación que llegó a superar el 14 000 000 % anual, y por las acusaciones de fraude electoral y represión contra sus opositores. Sin embargo, los observadores electorales de la Unión Africana consideraban las elecciones de 2013 «libres, honestas y creíbles». Además, según una encuesta de 2015, la mayoría de los zimbabuenses apoyaban a Mugabe.
Uno de los acontecimientos que marcaron su llegada al poder fue el Gukurahundi. Esta fue una campaña de terror estatal y limpieza étnica llevada a cabo entre 1982 y 1987 donde más de 10.000 civiles Ndebele (en especial simpatizantes del ZAPU) fueron asesinados.
Durante los años de su presidencia, como muchos otros países de su entorno, Zimbabue experimentó una explosión demográfica. Así, cuando Mugabe subió al cargo de primer ministro en el año 1980, Zimbabue tenía una población de alrededor de 7 289 083 habitantes. En 1987, durante su subida a la presidencia, el país contaba con 9 535 657 habitantes. Después de permanecer durante 30 años en el poder, al momento de su derrocamiento en noviembre de 2017, Mugabe dejaba a Zimbabue con una población de 16 337 760 habitantes.
Con su gobierno, Zimbabue atravesó una fuerte hiperinflación y altas tasas de desempleo y pobreza. El 15 de noviembre de 2017 fue puesto bajo arresto domiciliario por el ejército zimbabuense en medio de un golpe de Estado liderado por el jefe del Ejército, el general Constantino Chiwenga. El 19 de noviembre fue destituido como líder del Unión Nacional Africana de Zimbabue-Frente Patriótico (ZANU-PF) sustituyéndolo de manera provisional el exvicepresidente Emmerson Mnangagwa. El partido también expulsó a varios de sus afiliados, además de la primera dama Grace Mugabe. El 21 de noviembre renunció formalmente la presidencia.
Después de haber dominado la política de Zimbabue durante casi cuatro décadas, Mugabe sigue siendo una figura controvertida. Fue elogiado como un héroe revolucionario de la lucha de liberación africana que ayudó a liberar a Zimbabue del colonialismo británico, el imperialismo y el dominio de la minoría blanca. Mientras que sus detractores acusaron a Mugabe de ser un dictador responsable de la mala gestión económica y la corrupción generalizada y los abusos de los derechos humanos, incluido el racismo contra los blancos, los crímenes contra la humanidad y el genocidio.

## Biografía

### Primeros años y carrera docente
Robert Mugabe nació el 21 de febrero de 1924 cerca de la misión jesuita de Kutama, en el distrito de Zvimmba, al noroeste de Salisbury (actual Harare), en la colonia británica de Rodesia del Sur. Su padre, Gabriel Matibili, de origen malaui, junto a Bona Mugabe, profesaban el catolicismo. Mugabe fue el tercero de seis hijos. Tuvo dos hermanos mayores, quienes murieron mientras él aún era muy joven. Su padre, de oficio carpintero, dejó a la familia en 1934, después de la muerte del hermano mayor, Michael, cuando se marchó a Bulawayo en busca de empleo.
Recibió su educación primaria y secundaria en la Escuela Misionera Empandeni, de la que a los 17 años se formó como profesor de primaria, desempeñando esta función en diversas escuelas de Rodesia del Sur. En 1948 viajó a Sudáfrica para ampliar sus estudios. Se licenció en letras por la Universidad de Fort Hare en 1951. En 1952, continuó su carrera docente en otras escuelas cristianas, en donde conoció a su primera cónyuge, mientras ejercía su labor en Acra, Ghana. Más tarde, estudió Economía en la Universidad de Londres.

### Carrera militar y política

#### Trayectoria hasta la independencia de Zimbabue
En 1960 regresó a Rodesia del Sur y se unió a las filas de la Unión Popular Africana de Zimbabue (ZAPU), para luchar contra el régimen dominado por la minoría blanca en el país independizado de facto de Gran Bretaña y que no fue reconocido internacionalmente. En dos ocasiones fue arrestado, la primera entre septiembre y diciembre de 1962, y otra entre marzo y abril de 1963, en donde logró fugarse hacia Tanzania, en donde, junto al reverendo Ndabaningi Shitole, fundaron la Unión Nacional Africana de Zimbabue (ZANU), en la que Mugabe ejerció como secretario general, y adquirieron una postura más radical que la del ZAPU. A finales de ese mismo año, retornó a Rodesia del Sur de forma clandestina, pero fue arrestado y condenado a 10 años de prisión, en donde obtendrá su título de Derecho en la Universidad de Londres, a través de un curso por correspondencia. Mientras permanecía en prisión, Rodesia del Sur obtiene su independencia, pero queda bajo un gobierno blanco, liderado por Ian Smith.
Tras cumplir su condena, Mugabe se trasladó a Mozambique, en donde asume la presidencia del ZANU mientras que Shitole es expulsado, luego de que mostrara una posición moderada hacia el programa del partido. A partir de entonces, Mugabe crea un brazo armado del partido, el Ejército de Liberación Nacional Africano de Zimbabue (ZANLA), en la que se tomarán acciones guerrilleras a lo largo del país; durante su existencia, es patrocinado militarmente por China y Corea del Norte. Poco a poco, Mugabe se estaba haciendo conocer por los habitantes de su país, en la que se caraceterizaba su intransigencia, pero a la vez, como una persona altamente inteligente, y con una enorme devoción hacia la fe cristiana.
En 1976, se alían con el Frente Patriótico (PF), reconocido por llevar a cabo diversas misiones de sabotaje y atentados contra el régimen de Smith y su asesor, Abel Musorewa, dando paso a la creación del actual ZANU-PF. El 3 de marzo de 1978, Smith, Musorewa y un político moderado llamado Jeremiah Chirau, llevaron a cabo el Acuerdo de Salisbury, que consistía en que Smith iba a transferir el poder hacia la población negra, que representaba al 95% de la población, de la que sin embargo, Mugabe se opuso, puesto a que el acuerdo también tenía las intenciones de debilitar su imagen y la del PF, por lo que establecieron relaciones con Organización para la Unidad Africana (OUA) y el Movimiento de Países No Alineados (MNA), con el fin de negociar una verdadera independencia. Los términos se discutieron en Lancaster House, Londres, el 10 de septiembre de 1979, en donde se dio el principio de ''un hombre, un voto'' y que no habría ningún tipo de ventaja para la minoría blanca zimbabuense. Finalmente, los acuerdos concluyeron el 12 de diciembre, poniendo fin al dominio blanco al país y la abertura a elecciones demócraticas.
Sin embargo, estas elecciones no fueron del todo equitativas, porque se estableció que la quinta parte del Parlamento estaba reservado para la minoría blanca. Aun así, el ZANU-PF logró quedarse con 57 de los 80 escaños del Parlamento, y Mugabe es elegido Primer ministro, tras obtener un 62,9% de los votos, mientras que Canaan Banana asumió la presidencia del país.

#### Primer ministro de Zimbabue (1980-1987)
Desde un comienzo, Mugabe buscó establecer buenas relaciones con la minoría blanca, debido a que un gran porcentaje de ellos tenían formación técnica y profesional, y si se iban, podrían generar una inestabilidad económica en el país, sobre todo en el terreno agrícola, que es una de las principales fuentes económicas del país, y que estaban siendo administradas por la población blanca. A su vez, pactó con Londres, la permanencia de un sistema parlamentario multipartidista que tendría un validez mínima de 10 años.
En 1992, un estudio del Banco Mundial indicó que se habían construido más de 500 centros de salud desde 1980. El porcentaje de niños vacunados aumentó del 25% en 1980 al 67% en 1988 y la esperanza de vida aumentó de 55 a 59 años. La matriculación aumentó en un 232% un año después de que la educación primaria fuera gratuita y la matriculación en la escuela secundaria aumentó en un 33% en dos años. Estas políticas sociales conducen a un aumento de la ratio de deuda.

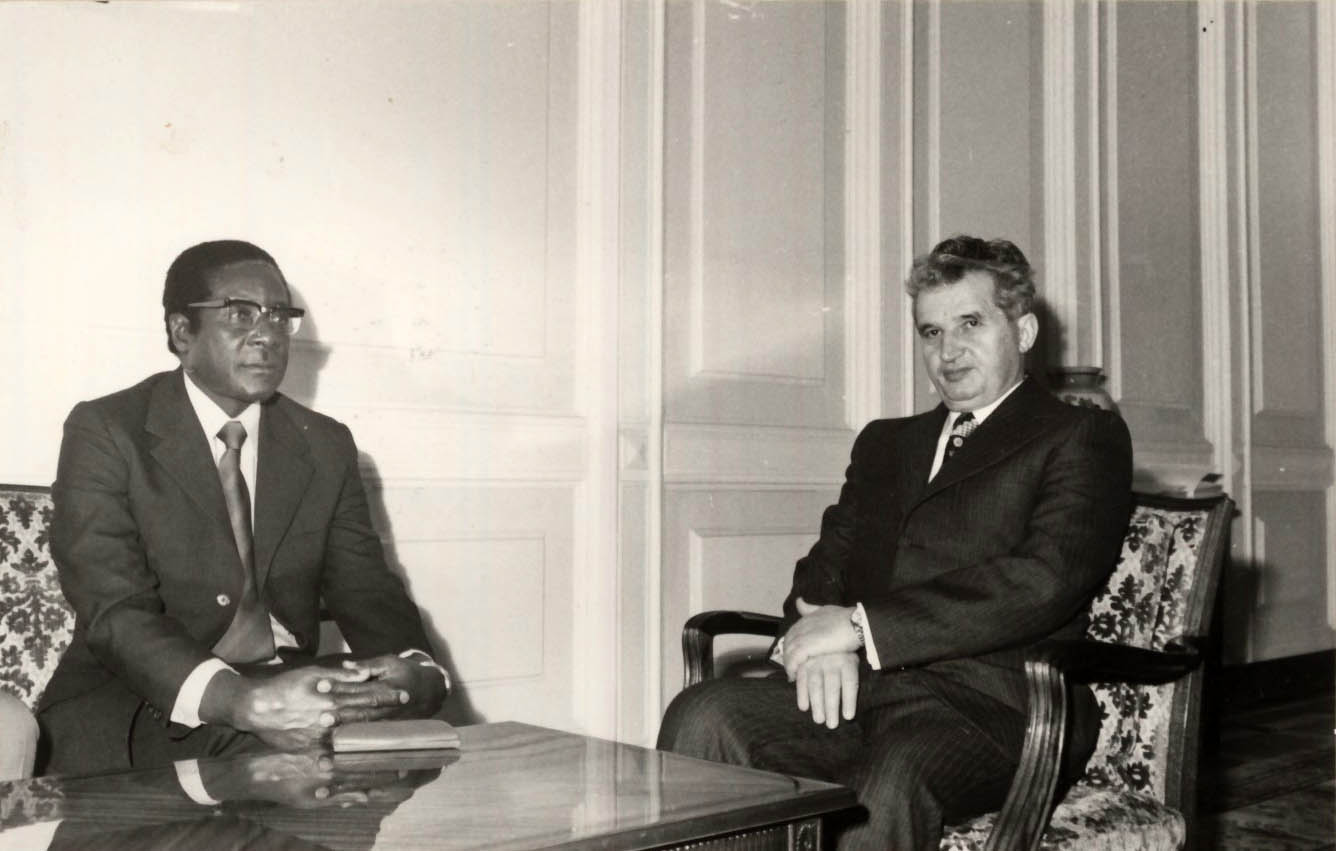
Mugabe reunido con el presidente Nicolae Ceaușescu.

En la década de 1980 se aprobaron varias leyes en un intento de reducir las diferencias salariales. Sin embargo, las diferencias siguen siendo considerables. En 1988, la ley otorgó a las mujeres, al menos en teoría, los mismos derechos que a los hombres. Anteriormente, solo podían tomar unas pocas iniciativas personales sin el consentimiento de su padre o marido.

##### Guerra civil y limpieza étnica (1981-1984)
Sin embargo, mientras se estaba realizando buenas relaciones con la población blanca, Mugabe y sus partidarios estaban instaurando una política de carácter tribalista para asegurar el poder de la población negra en el país, por lo que incitaron hostilidades étnicas entre las tribus shonas y ndebeles. Por otra parte, también se estaban generando fuertes discusiones entre Mugabe y su antiguo partido, el ZAPU, que estaba siendo liderado por el entonces Ministro del Interior, Joshua Nkomo, hasta el punto que los partidarios de ambos políticos se enfrentaron en la ciudad de Bulawayo, en donde Nkomo es derrotado y pierde su cargo de ministro. Sin embargo, en febrero de 1981, el ZAPU deserta de las Fuerzas Armadas de Zimbabue (FAZ) y se establecen en Matabelelandia, ubicado en la zona occidental del país, dando paso a una guerra civil. En ella, Mugabe ordena aplastar el ZAPU, de la que tras numerosos enfrentamientos, actos de sabotaje y emboscadas, lograron debilitar al partido. Pero durante la guerra también se llevaron operaciones de limpieza étnica, lideradas por militares étnicamente shonas, contra cientos de poblados ndebeles y que causó la muerte de entre 10 000 y 30 000 civiles. La guerra finalizó el 22 de diciembre de 1987, luego de que Nkomo y el ZAPU ofrecieran la rendición y Mugabe ordenó anexionar el ya debilitado ZAPU al ZANU-PF, otorgándole un mayor poder político en el país.

#### Ascenso a la presidencia
Luego de que se suprimiera la ley que reservaba una quinta parte del Parlamento para la minoría blanca, Mugabe aprovechó la instancia para llevar a cabo una reforma constitucional, en las que se adoptó a Zimbabue como una república presidencialista, otorgandóle fuertes atribuciones al ejecutivo, aumentar de los cupos de parlamentarios de 80 a 150, la abolición del cargo de Primer ministro, y la capacidad del ejecutivo en designar 12 diputados a propia disposición. El 31 de diciembre de 1987, y luego de adquir una enorme influencia y poder, Mugabe asume la Presidencia de Zimbabue, por parte del Parlamento, sucediendo a Banana del poder.

### Presidente de Zimbabue (1987-2017)
En sus primeros años de gobierno buscó la cooperación con la República Popular China y alentó a los granjeros de origen británico a permanecer en el país, lo que consiguió que Zimbabue se convirtiera en uno de los mayores productores agrícolas de toda África, tanto de cereales como de tabaco, del que fue un gran exportador. Además, redujo drásticamente el analfabetismo hasta situarlo en menos del 10 % y consiguió para su país un alto crecimiento económico. En 1990 renunció a convertir su régimen en marxista de partido único, optando por mantener el sistema multipartidista, aunque cambiando el sistema semipresidencialista por uno presidencialista.
A partir del año 1991, Harare debió ceder ante el ajuste estructural, ya impuesto a un gran número de países africanos. A finales de la década de 1990, la economía empezó a decaer. En el mes de febrero de 2000, antiguos combatientes zimbabwenses de la guerra contra el régimen racista pusieron en marcha una ocupación de las propiedades de granjeros blancos, quienes aún están en posesión de la mayoría de las mejores tierras del país, cuando de hecho su recuperación había sido la principal reivindicación de la lucha por la independencia. Mugabe se vio obligado a afrontar una situación social y económica sumamente deteriorada, impulsando la reforma agraria, lo que trajo como consecuencia un bloqueo económico de Estados Unidos y la Unión Europea.
En las elecciones de 2002 resultó elegido de nuevo, esta vez con el 56,2% de los sufragios contra el 41,9% de su principal rival, Morgan Tsvangirai. Sin embargo, estos comicios fueron denunciados como fraudulentos por la oposición.

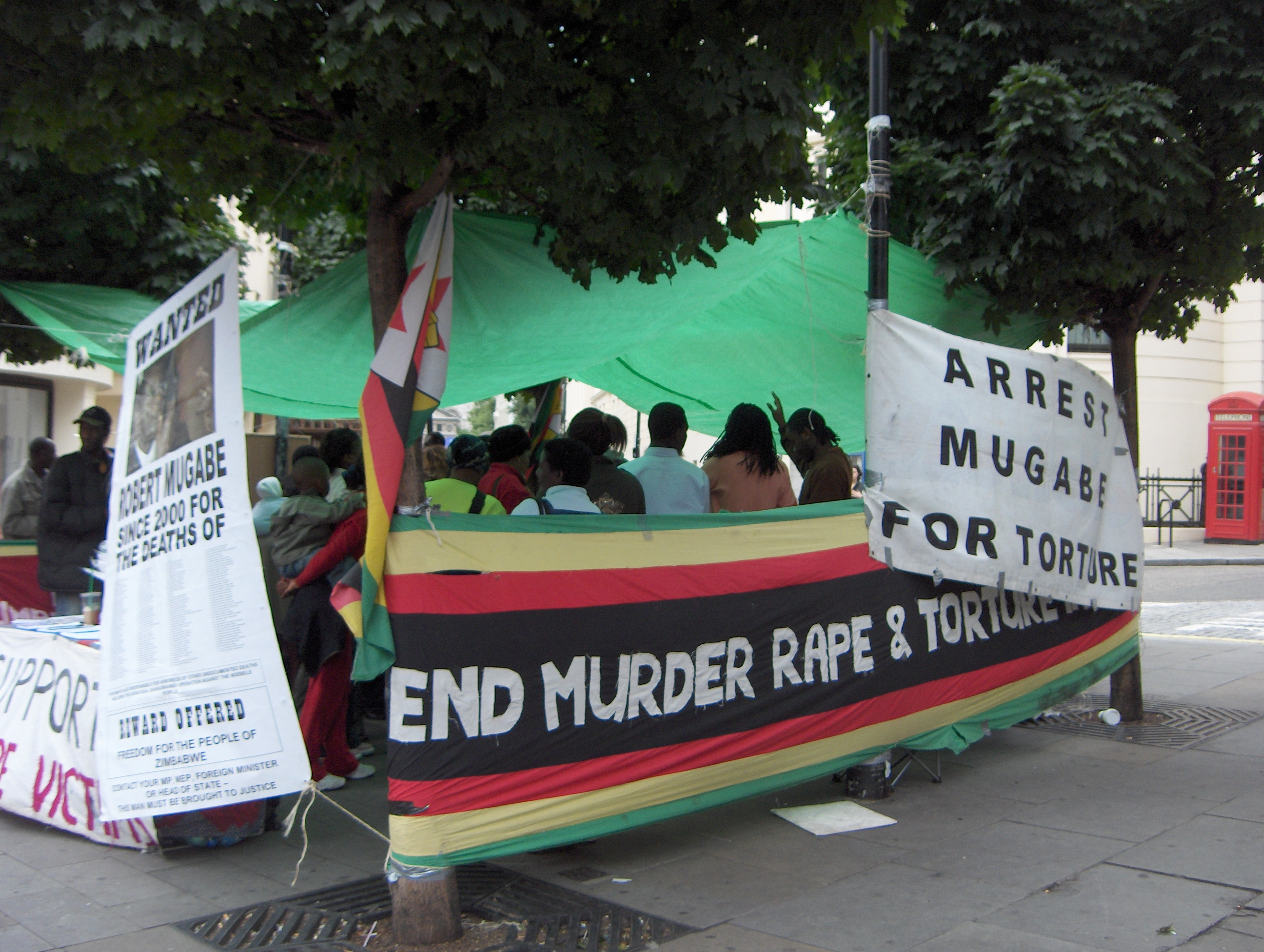
Manifestación contra Mugabe celebrada en Londres (2006).

Las elecciones de 2008, dieron de nuevo como vencedor a Mugabe. Los datos de la Comisión Electoral de Zimbabue indican que el opositor Movimiento Democrático de Cambio superó en primera vuelta al ZANU-PF. El candidato opositor Morgan Tsvangirai obtuvo el 47,9 % de los votos, frente al 43 % del presidente Mugabe. El gobierno convocó una segunda contienda electoral, pero la oposición se negó a participar debido al clima de represión que se vivía dentro del país, de esta forma estaba allanando el camino para la reelección de Mugabe, que fue investido como presidente por sexta vez consecutiva, 5el 29 de junio de 2008. Las elecciones generales de 2013 dieron como vencedor a Mugabe con el 61% de los votos.

#### Crisis económica
En los años noventa, la situación económica se deterioró significativamente bajo el peso de las sanciones internacionales, lo que llevó al régimen a aceptar una política de "reajuste estructural" defendida por las instituciones financieras internacionales.
En 2008 la inflación anual se calculaba en un 10.000 % anual. Para redondear la situación, la tasa de desempleo rondaba el 80% de la población adulta. Las medidas del gobierno habían consistido en la regulación máxima de los precios, lo que llevó al cierre de empresas, y a la detención, multa o encarcelamiento de miles de empresarios. En el año 2008 las cifras oficiales arrojaron un 160.000% de inflación. Desde entonces los billetes ofrecen su valor en millones de dólares. Los billetes no son tales, en realidad, sino mecanismos de pago con caducidad (en cada billete está escrita la fecha en que caduca su valor, unos meses después). En plena crisis postelectoral, el gobierno sacó al mercado los nuevos billetes de 250.000 millones de dólares de Zimbabue. Esta situación de inseguridad monetaria ha incentivado un retorno al sistema de trueque y la aparición de un importante mercado negro.
El 21 de febrero de 2009, en momentos en que Zimbabue atravesaba la peor crisis social, económica y sanitaria de su historia, su longevo presidente, Robert Mugabe, celebró su cumpleaños junto con miles de seguidores en una lujosa fiesta que despertó unánimes críticas. El fastuoso menú de la fiesta, que al parecer costó más de 250 mil dólares, incluyó champán, coñac, langosta, caviar y pato. La fiesta coincidió con el pedido de Zimbabue a otras naciones africanas de 2000 millones de dólares para restaurar los sistemas de salud, educación y aguas del país.[cita requerida]
El 21 de febrero de 2014, Robert Mugabe cumplió 90 años. De nuevo su fastuosa celebración generó críticas y nuevos argumentos a sus detractores.

#### Violencia contra la comunidad LGBT
A lo largo de su presidencia, Mugabe se manifestó repetidamente en contra de la comunidad LGBT y la homosexualidad en general. En 1995 expresó:

Encuentro extremadamente escandaloso y repugnante para mi conciencia humana que organizaciones inmorales y repulsivas, como las de los homosexuales, que ofenden las leyes naturales y la moral de las creencias religiosas propugnadas por nuestra sociedad, deban tener defensores en nuestra tierra o en cualquier otro lugar del mundo.
Robert Mugabe

Ese mismo año, durante las celebraciones por la independencia del país, se refirió a la homosexualidad señalando que:

Degrada la dignidad humana. No es natural, y no está en tela de juicio el permitir que estas personas se comporten peor que perros y cerdos. Si los perros y los cerdos no lo hacen, ¿por qué sí los seres humanos? Tenemos nuestra propia cultura y debemos comprometernos con nuestros valores tradicionales que nos hacen seres humanos. Se nos pide que aceptemos un comportamiento subanimal, pero aquí nunca lo permitiremos. ¡Si ven gente actuando como lesbianas y gays, arréstenlos y entréguenselos a la policía!
Robert Mugabe

Desde entonces, Mugabe incrementó la represión política contra la comunidad LGBT, amparándose en las leyes nacionales contra la sodomía. Responsabilizó a los gais de muchos de los problemas que afrontaba Zimbabue, remarcando que la homosexualidad era una cultura inmoral y «no africana» traída por los colonos y practicada solo por «unos pocos blancos». Según una nota de la agencia Reuters, Mugabe utilizaría a la comunidad LGBT como un chivo expiatorio para desviar la atención de la crisis económica que afronta el país. Para ello, se valdría de periodistas, generalmente de medios estatales, que publican notas homofóbicas o con retórica antigay.
En 2013, durante un mitin político, declaró que  "La Iglesia dice que la homosexualidad es una abominación. No es un comportamiento humano y no lo será nunca en nuestra propia nación y cultura. Los hombres que participen en ese tipo de prácticas merecen ser castrados", agregando que "si fuera por mí, me aseguraría de que fuesen directos al infierno y sufriesen la condenación eterna".

#### Relaciones internacionales
En el mundo occidental la situación de los derechos humanos en estados gobernados por negros se ha considerado a menudo un tema tabú, especialmente en la década de 1980, en que se concedió prioridad informativa a la lucha contra el apartheid en África del Sur. Cuando se supo que Mugabe había emprendido una campaña de purgas y terror estatal (el Gukurahundi) se intentó justificar la misma como una respuesta a la amenaza de un golpe de Estado por sus rivales políticos del ZAPU.
Durante su administración, Mugabe contó con el apoyo de los gobiernos de China, Venezuela y Gabón. China intentó vender armas al gobierno de Mugabe, pero ningún país abrió sus costas al barco que las traía.
Por otra parte, Estados Unidos y el Reino Unido propiciaron sanciones contra el gobierno de Mugabe, al que consideraban ilegítimo. El 27 de junio de 2008, Javier Solana, jefe de la diplomacia europea, declaró que los resultados de la segunda vuelta de las elecciones del año 2008, no podían considerarse legítimos, pues se había negado al pueblo la posibilidad de elegir libremente.
En febrero de 2012, en una declaración pública le dijo al primer ministro británico David Cameron que se puede «ir al infierno», luego de que este le pidiese aprobación y libertad absoluta para la comunidad LGTBI.

#### Golpe de Estado de 2017
El 6 de noviembre de 2017 Mugabe, de 93 años de edad, destituyó a su primer vicepresidente Emmerson Mnangagwa (que tiempo atrás fue jefe de la policía política, de 
1. acusado de cometer crímenes atroces), para así preparar a su esposa Grace como su sucesora; Mnangagwa se exilió en Sudáfrica donde aseguró que pronto controlaría el poder. El 13 de noviembre el jefe del ejército, el general Constantino Chiwenga, advirtió al presidente Mugabe con intervenir si este continuaba con la purga de líderes veteranos de su partido en el gobierno y el ejército.[30][31][32]

En la tarde y noche del 14 de noviembre tropas zimbabuenses ocuparon Harare.
En la madrugada del 15 de noviembre Mugabe y su esposa fueron detenidos, también fue detenido el ministro de Finanzas, Ignatious Chombo. El exvicepresidente Emmerson Mnangagwa regresó a Zimbabue y tomó el control del país como presidente interino.

### Vida después de la presidencia
Tras su derrocamiento, Mugabe gozó de inmunidad total y una lujosa vida, residiendo en su mansión de Harare.  A pesar de esto Mugabe declaró el 15 de marzo de 2018 que había sido derrocado en un "golpe de estado" que debía deshacerse. Afirmó que no trabajaría con Mnangagwa y calificó a su presidencia de "ilegal" e "inconstitucional". En las elecciones generales de 2018 Mugabe apoyó al candidato opositor Nelson Chamisa.
Poco después sufrió de problemas de salud, recibiendo tratamiento médico en Singapur durante dos meses. También perdió la capacidad de caminar.

### Fallecimiento
El 6 de septiembre de 2019, Mugabe falleció a los 95 años en un hospital de Singapur. El anuncio fue confirmado por el mismo Emmerson Mnangagwa, quien lamentó su muerte y calificó al expresidente zimbabuense como un héroe nacional.

## Vida personal

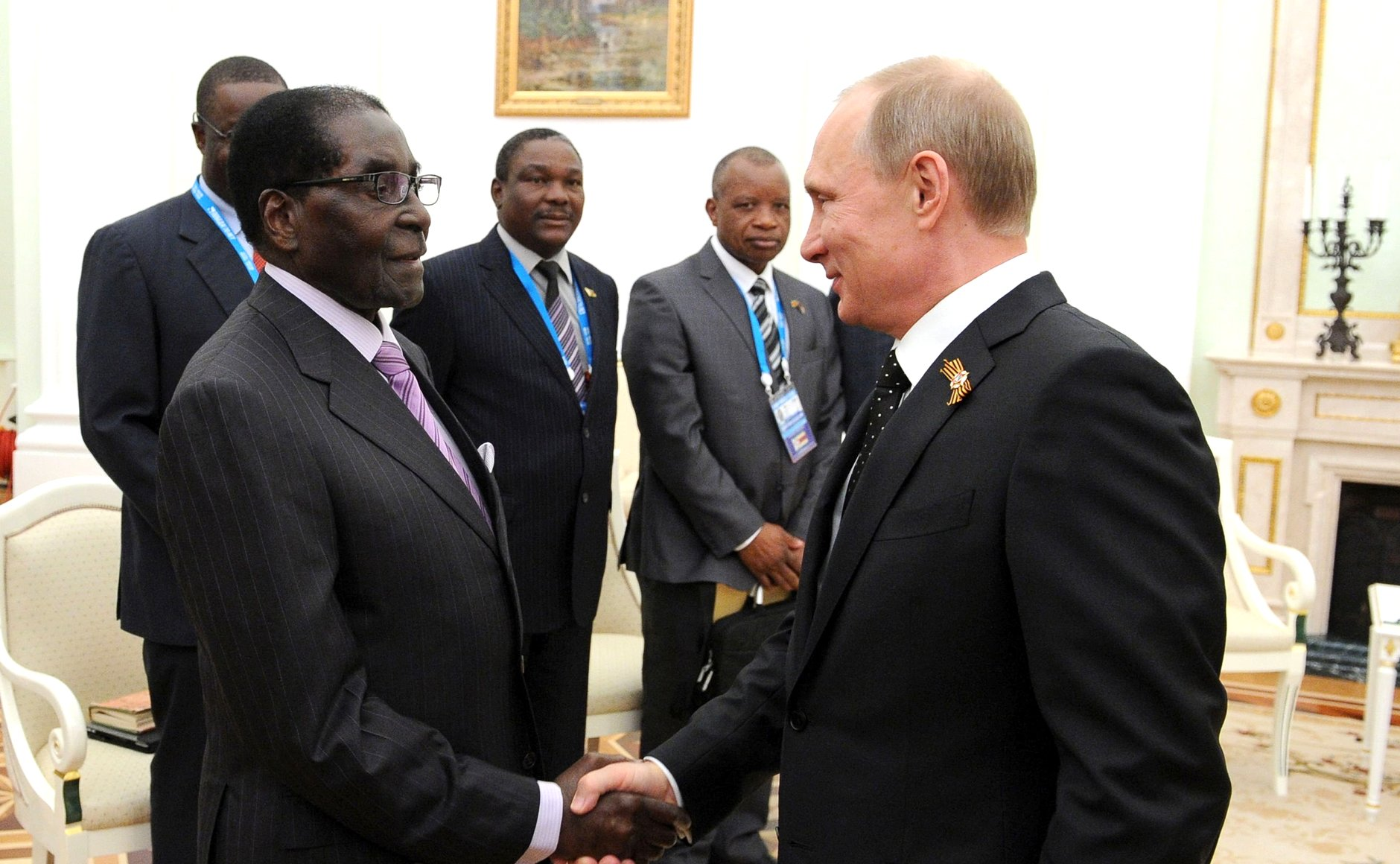
Encuentro de Mugabe con el presidente ruso Vladímir Putin en 2015

Mugabe era de altura media, midiendo poco más de 170 cm, y muestra lo que su biógrafo David Blair describe como "amaneramientos afeminados, curiosos". Mugabe tenía cuidado con su apariencia, llevando normalmente un traje de tres piezas, e insistía en que los miembros de su gabinete vistiesen de manera similar, en estilo inglés. Al tomar el poder en 1980, el signo de identidad de Mugabe eran sus gafas de montura gruesa, También era reconocido por su pequeño bigote. A diferencia de otros líderes africanos, Mugabe no buscó idealizar su infancia. Era abstemio y nunca fumaba ni bebía alcohol, y—según sus primeros biógrafos, David Smith y Colin Simpson—tiene "un enorme afecto por los niños". Durante sus primeros años tuvo una operación en sus genitales que generaron rumores sobre que solo tenía un testículo o la mitad del pene; tales rumores fueron usados por sus oponentes para ridiculizarlo y por sus defensores para reforzar la pretensión de que estaba dispuesto a hacer severos sacrificios por la causa revolucionaria.
Mugabe hablaba inglés con fluidez con un acento británico adoptado cuando pronunciaba algunas palabras. También era un fan del juego inglés de cricket, afirmando que el "cricket civiliza a la gente y crea a buenos caballeros". David Blair señaló que este cultivo de rasgos británicos sugiere que Mugabe respetaba y quizás admiraba al Reino Unido mientras, al mismo tiempo, sentía resentimiento y odiaba al país. Holland sugirió que estos rasgos anglófilos surgieron pronto en su vida, pues Mugabe —que había sufrido durante largo tiempo el racismo anti-negro de la sociedad de Rhodesia— "asumió lo inglés como un antídoto" al "odio a sí mismo" inducido por el racismo social.
El académico Blessing-Miles Tendi afirmó que Mugabe fue "una figura extremadamente compleja, no fácil de captar en categorías convencionales". Del mismo modo, David Blair lo describió como una "personalidad excepcionalmente compleja". Smith y Simpson señalaron que el líder zimbabuense había sido "un joven serio, bastante solitario, diligente, trabajador, un lector voraz que usaba cada minuto de su tiempo, no muy dado a la risa: pero sobre todo, decidido". Blair comentó que la "autodisciplina, inteligencia y apetito por el trabajo duro [de Mugabe] son notables", añadiendo que sus "principales características" eran "lo despiadado y la resiliencia". Blair argumentó que Mugabe compartió muchos rasgos de carácter con Ian Smith, afirmando que ambos eran "orgullosos, valientes, tozudos, carismáticos, fantasiosos crédulos.
Meredith describió a Mugabe como con "modales de voz suave, ... amplio intelecto, y ... maneras elocuentes", todo lo cual disfrazaba su "ambición endurecida y decidida".  Ndlovu-Gatsheni lo caracterizó como "uno de los líderes africanos más carismáticos", destacando que era "muy elocuente" y capaz de hacer "buenos discursos". Jonathan Moyo, que brevemente sirvió como ministro de información de Mugabe antes de distanciarse de él, afirmando que el presidente podía "expresarse muy bien, que es su gran fortaleza".
Tendi afirmó que aunque tenía un ingenio natural, Mugabe a menudo ocultaba esto detrás de un "aspecto externo pensativo y austero y su gusto por la ceremonia y la tradición". Heidi Holland sugirió que debido a su crianza "disfuncional", Mugabe tenía una "autoimagen frágil", describiéndolo como "un hombre separado de sus sentimientos, carente de humanidad y calidez ordinarias". Según ella, Mugabe tiene una "marcada inmadurez emocional", y era homófobo, así como un racista y un xenófobo.
Según Meredith, Mugabe se presentaba a sí mismo como "elocuente, pensativo y conciliador" después de su victoria electoral de 1980. Blair señalaba que en este periodo de su carrera, Mugabe mostró "genuina magnanimidad y coraje moral" a pesar de sus "intensas razones personales por sentir amargura y odio" hacia los miembros del anterior régimen. Después de tratar con Mugabe durante las negociaciones de 1979, Michael Pallister, cabeza del Foreign Office británico, describió a Mugabe como poseedor de "unas formas muy agudas, a veces bastante agresivo, y desagradables". El diplomático británico Peter Longworth afirmó que en privado, Mugabe era "muy encantador y muy elocuente y no carece de humor. Es difícil relacionar el hombre que conoces con el que despotrica en televisión". Norman afirmó que "Siempre lo encontré agradable y honrado en sus tratos. También tenía un lado cálido que a veces vi claramente".
Colin Legum, un periodista con The Observer, argumentó que Mugabe tenía una "personalidad paranoide", en el sentido de que aunque no sufre paranoia clínica, se comporta de manera paranoica cuando se le pone bajo una presión sostenida y severa. El biógrafo de Mugabe Andrew Norman sugirió que el líder pudo haber sufrido de trastorno antisocial de la personalidad.
Varios biógrafos de Mugabe han observado que tenía una obsesión con acaparar poder. Según Meredith, "el poder para Mugabe no era un medio para un fin, sino el fin en sí mismo." A la inversa, Onslow y Redding sugirieron que el ansia de Mugabe por el poder surgía de "razones personales e ideológicas" y su creencia en la ilegitimidad de su oposición política. Denis Norman, un político blanco que estuvo en el gabinete de Mugabe durante muchos años, comentó que "Mugabe no es un hombre ostentoso guiado por la riqueza sino que disfruta del poder. Esa ha sido siempre su motivación".
El mandatario se encontraba internado desde abril del 2019.

### Matrimonios e hijos

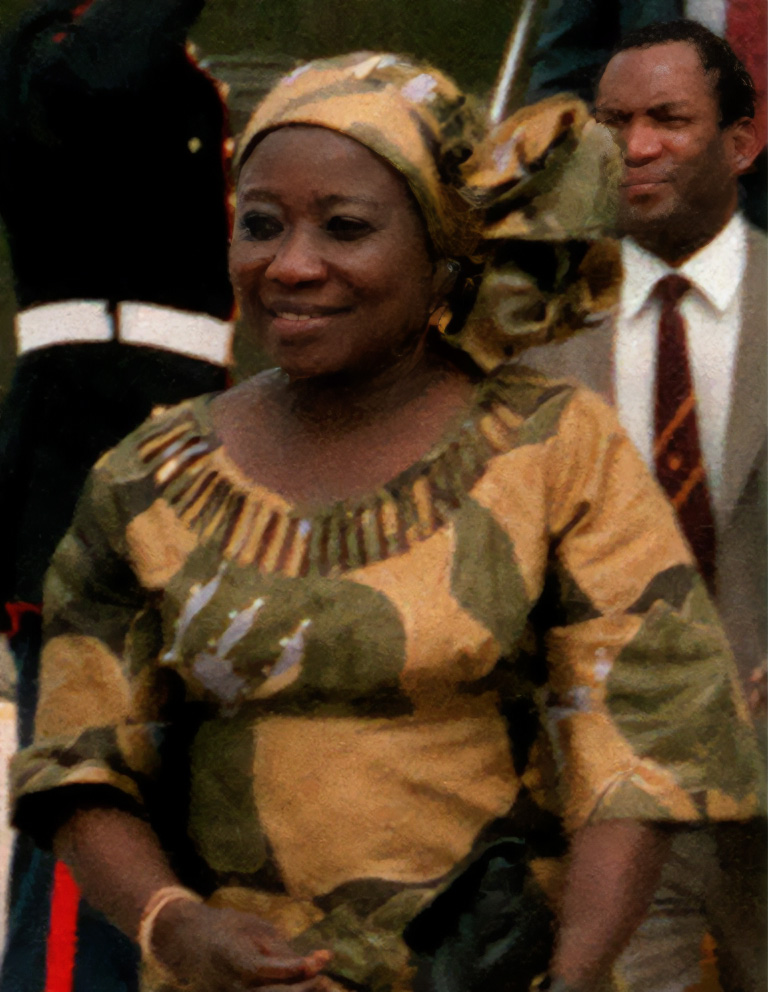
La primera esposa de Mugabe, primera dama Sally Hayfron, en 1983

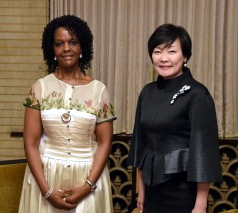
La segunda esposa de Mugabe, Grace Mugabe (a la izquierda), con Akie Abe en 2016

Según Holland, la primera esposa de Mugabe, Sally Hayfron, fue "confidente y la única amiga real" de Mugabe, siendo "una de las pocas personas que podían desafiar las ideas de Mugabe sin ofenderlo".
Su único hijo, Michael Nhamodzenyika Mugabe, nacido el 27 de septiembre de 1963, murió el 26 de diciembre de 1966 de malaria cerebral en Ghana, donde Sally estaba trabajando mientras Mugabe estaba en prisión. Sally Hayfron de Mugabe  fue una profesora que afirmó su posición como activista política independiente.
Mugabe pidió a los medios de Zimbabue que se refirieran a su esposa como "Amai" ("Madre de la nación"), aunque muchos zimbabueses están molestos porque ella era una extranjera. Fue nombrada como la jefa de la liga de mujeres de ZANU-PF, y se vio implicada en varias operaciones de caridad, aunque estaba ampliamente considerada como corrupta en estos tratos. Durante el cargo de primer ministro de Mugabe ella padeció fallo renal, e inicialmente tuvo que viajar al Reino Unido para diálisis hasta que Soames organizó que una máquina de diálisis fuera enviada a Zimbabue.
Todavía casado con Hayfron, en 1987 Mugabe empezó una relación extraconyugal con su secretaria, Grace Marufu; ella era 41 años más joven que él y entonces estaba casada con Stanley Goreraza. En 1988 dio a luz a una hija, Bona, y en 1990 un hijo, Robert. La relación se ocultó del público zimbabuense, aunque Hayfron la conocía.
Según su sobrina Patricia Bekele, a quien estaba particularmente cercana, Hayfron no estaba contenta de que Mugabe tuviera un asunto con Marufu pero "hizo lo que ella me solía decir que yo hiciera: 'Habla con tu almohada si tienes problemas en tu matrimonio. Nunca, jamás, humilles a tu esposo.' Su lema era seguir adelante con gracia". Hayfron murió en 1992 de una enfermedad crónica de riñón.
Tras la muerte de Hayfron en 1992, Mugabe y Marufu se casaron en una gran ceremonia nupcial católica en agosto de 1996.
Como primera dama de Zimbabue, Grace obtuvo reputación de gustarle lo lujoso, con un interés particular por comprar ropas y joyas. Estas lujosas compras compulsivas han llevado a que se la apode como "Gucci Grace". También tiene fama de corrupta. En 1997, Grace Mugabe dio a luz al tercer hijo de la pareja, Chatunga Bellarmine.
Robert Mugabe Junior y su hermano menor, Chatunga Bellarmine son conocidos por publicar su lujoso estilo de vida en los medios sociales, lo que ha llevado a acusaciones de Tendai Biti de que están gastando el dinero de los contribuyentes zimbabuenses.

## Premios
- 1989: Premio Jawaharlal Nehru